# Salwa Fawzi El-Deghali

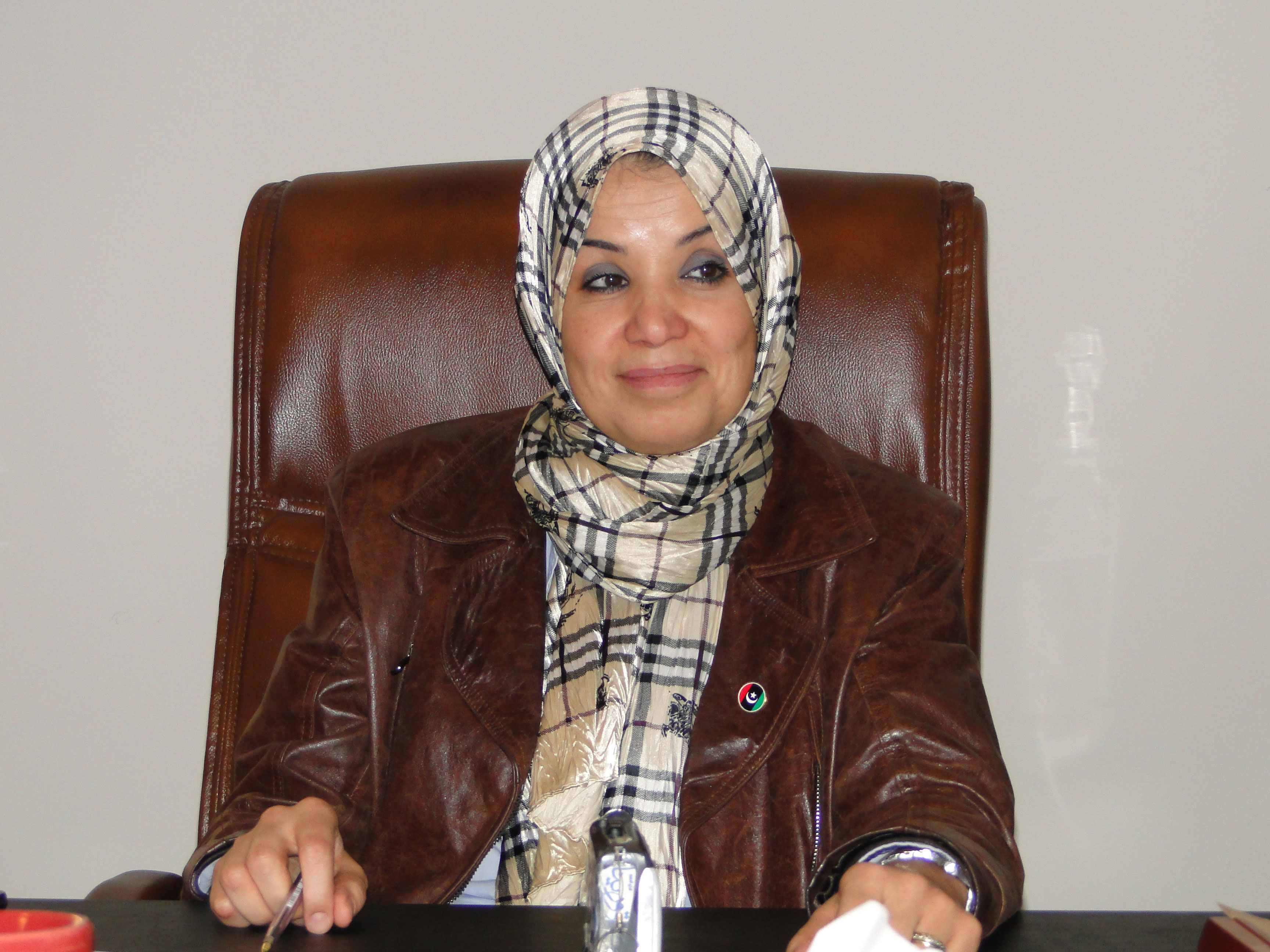
Salwa Fawzi El-Deghali

Salwa Fawzi El-Deghali (árabe: سلوى فوزي الدغٌلً) é uma jurista líbia. Ela integra do Conselho Nacional de Transição líbio na condição de responsável pelos assuntos jurídicos e da mulher. Salwa El-Deghali possui doutorado em direito constitucional. Ela é professora de direito na Academia de Estudos Superiores de Benghazi.